# Rugby-Union-Südamerikameisterschaft 2004
Die Rugby-Union-Südamerikameisterschaft 2004 (spanisch Sudamericano de Rugby 2004) der Division A war die 26. Ausgabe der südamerikanischen Kontinentalmeisterschaft in der Sportart Rugby Union. Teilnehmer waren die Nationalmannschaften von Argentinien, Chile, Uruguay und Venezuela. Alle Spiele fanden im Prince of Wales Country Club in der chilenischen Hauptstadt Santiago de Chile statt. Den Titel gewann zum 25. Mal Argentinien.
Parallel dazu fand der Wettbewerb der Division B statt, der vier weitere Nationalteams aus Brasilien, Kolumbien, Paraguay und Peru umfasste. Diese Spiele fanden im brasilianischen São Paulo statt.

## Division A

### Tabelle
Für einen Sieg gab es drei Punkte, für ein Unentschieden zwei Punkte, bei einer Niederlage einen Punkt.
|    | Land        | Spiele | Siege | Unent. | Ndlg. | Spiel- punkte | Diff. | Tabellen- punkte |
| -- | ----------- | ------ | ----- | ------ | ----- | ------------- | ----- | ---------------- |
| 1. | Argentinien | 3      | 3     | 0      | 0     | 261:20        | + 241 | 9                |
| 2. | Uruguay     | 3      | 2     | 0      | 1     | 122:90        | + 32  | 7                |
| 3. | Chile       | 3      | 1     | 0      | 2     | 111:68        | + 43  | 5                |
| 4. | Venezuela   | 3      | 0     | 0      | 3     | 18:334        | − 316 | 3                |

### Ergebnisse
| 25. Mai 2004 | Chile               | 3 : 45         | Argentinien                                                                                        | Prince of Wales Country Club, Santiago de Chile Schiedsrichter: Santiago Slinger (Uruguay) |
| 25. Mai 2004 | Straftritte: Onetto | (3:10) Bericht | Versuche: Aramburú Borges Bosch Dande Núñez Piossek (2) Erhöhungen: Bustos (6) Straftritte: Bustos | Prince of Wales Country Club, Santiago de Chile Schiedsrichter: Santiago Slinger (Uruguay) |

| 25. Mai 2004 | Uruguay | 92 : 8  | Venezuela                                | Prince of Wales Country Club, Santiago de Chile Schiedsrichter: Jaime Vial (Chile) |
| 25. Mai 2004 | Versuche: Ara Baldassari Berruti Caviglia (2) Crosa (2) Durán Grillé Mosquera Pastore (2) Pereira Piñeyrua Erhöhungen: Pereira Pérez (5) Reyes (5) | Bericht | Versuche: Rebolledo Straftritte: Arevalo | Prince of Wales Country Club, Santiago de Chile Schiedsrichter: Jaime Vial (Chile) |

| 28. April 2004 | Argentinien | 69 : 10         | Uruguay                                                 | Prince of Wales Country Club, Santiago de Chile Schiedsrichter: Daniel Jabase (Argentinien) |
| 28. April 2004 | Versuche: Galindo Henn Leonelli López (2) Méndez Núñez Piossek (2) Senillosa Strafversuch Erhöhungen: Senillosa (8) Straftritte: Senillosa | (29:10) Bericht | Versuche: Mosquera Erhöhungen: Pérez Dropgoals: Pereira | Prince of Wales Country Club, Santiago de Chile Schiedsrichter: Daniel Jabase (Argentinien) |

| 28. April 2004 | Chile | 95 : 3         | Venezuela            | Prince of Wales Country Club, Santiago de Chile Schiedsrichter: Santiago Slinger (Uruguay) |
| 28. April 2004 | Versuche: Berti Coda (2) Jiménez Jouannet (2) Llorens (4) Marín Palacios Pizarro Spencer Vergara Erhöhungen: Onetto (10) | (50:3) Bericht | Straftritte: Arevalo | Prince of Wales Country Club, Santiago de Chile Schiedsrichter: Santiago Slinger (Uruguay) |

| 1. Mai 2004 | Argentinien | 147 : 7        | Venezuela                          | Prince of Wales Country Club, Santiago de Chile Schiedsrichter: Carlos Risso (Chile) |
| 1. Mai 2004 | Versuche: Albina Aramburú Boffelli (2) Borges (2) Bouza Contepomi Galindo Guiñazú Higgs (5) Leonelli (2) López (2) Sanz Senillosa (3) Erhöhungen: Bustos (9) Senillosa (7) | (69:7) Bericht | Versuche: Pino Erhöhungen: Arevalo | Prince of Wales Country Club, Santiago de Chile Schiedsrichter: Carlos Risso (Chile) |

| 1. Mai 2004 | Chile                                                             | 13 : 20        | Uruguay                                                                | Prince of Wales Country Club, Santiago de Chile Schiedsrichter: Cristian Ruiz (Argentinien) |
| 1. Mai 2004 | Versuche: Echeverria Erhöhungen: Onetto Straftritte: Berti Onetto | (3:13) Bericht | Versuche: Campomar Grillé Erhöhungen: Pérez (2) Straftritte: Pérez (2) | Prince of Wales Country Club, Santiago de Chile Schiedsrichter: Cristian Ruiz (Argentinien) |

## Division B

### Tabelle
Für einen Sieg gab es drei Punkte, für ein Unentschieden zwei Punkte, bei einer Niederlage einen Punkt.
|    | Land      | Spiele | Siege | Unent. | Ndlg. | Spiel- punkte | Diff. | Tabellen- punkte |
| -- | --------- | ------ | ----- | ------ | ----- | ------------- | ----- | ---------------- |
| 1. | Paraguay  | 3      | 3     | 0      | 0     | 175:24        | + 151 | 9                |
| 2. | Brasilien | 3      | 2     | 0      | 1     | 164:25        | + 139 | 7                |
| 3. | Kolumbien | 3      | 1     | 0      | 2     | 18:157        | − 139 | 5                |
| 4. | Peru      | 3      | 0     | 0      | 3     | 17:168        | − 151 | 3                |

### Ergebnisse
| 10. Oktober 2004 | Brasilien | 73 : 3 | Peru | São Paulo Athletic Club, São Paulo |
| 10. Oktober 2004 |           |        |      | São Paulo Athletic Club, São Paulo |

| 10. Oktober 2004 | Paraguay | 79 : 7 | Kolumbien | São Paulo Athletic Club, São Paulo |
| 10. Oktober 2004 |          |        |           | São Paulo Athletic Club, São Paulo |

| 13. Oktober 2004 | Brasilien | 74 : 0 | Kolumbien | São Paulo Athletic Club, São Paulo |
| 13. Oktober 2004 |           |        |           | São Paulo Athletic Club, São Paulo |

| 13. Oktober 2004 | Paraguay | 74 : 0 | Peru | São Paulo Athletic Club, São Paulo |
| 13. Oktober 2004 |          |        |      | São Paulo Athletic Club, São Paulo |

| 16. Oktober 2004 | Brasilien | 17 : 22 | Paraguay | São Paulo Athletic Club, São Paulo |
| 16. Oktober 2004 |           |         |          | São Paulo Athletic Club, São Paulo |

| 16. Oktober 2004 | Peru | 15 : 10 | Kolumbien | São Paulo Athletic Club, São Paulo |
| 16. Oktober 2004 |      |         |           | São Paulo Athletic Club, São Paulo |